# Juana Sofía de Baviera
Juana Sofía de Baviera (Múnich, 1373-Viena, 28 de julio de 1410) fue la hija menor del duque Alberto I de Baviera y de su primera esposa, Margarita de Brieg. Ella era miembro de la Casa de Wittelsbach.

## Matrimonio e hijos
El 24 de abril de 1390, Juana Sofía se casó con el duque Alberto IV de Austria en Viena. Ese matrimonio terminaba con una disputa entre el padre de Juana Sofía y el padre de Alberto, Alberto III de Austria. El padre de Juana Sofía acordó el pago de 10 000 pfennige y cedió a Alberto III la fortaleza de Natternberg y la ciudad de Deggendorf.
El matrimonio tuvo dos hijos, ambos sobrevivieron hasta la edad adulta:
1. Margarita (Viena, 26 de junio de 1395-24 de diciembre de 1447), casada en Landshut el 25 de noviembre de 1412 con el duque Enrique  XVI de Baviera.[1]
2. Alberto V (16 de agosto de 1397-Neszmély, Hungría, 27 de octubre de 1439).

Alberto solía discutir con los miembros de la familia de Juana Sofía, como su cuñado Wenceslao de Luxemburgo y su hermanastro, Segismundo de Luxemburgo. Esto sólo terminó cuando Alberto murió en 1404. Juana Sofía arregló matrimonios para sus hijos: negoció con Federico de Baviera casar a su hija, Margarita, con su hijo, Enrique XVI de Baviera. Enrique y Margarita se casaron dos años después de la muerte de Juana Sofía.
Su hijo Alberto se casó con Isabel de Luxemburgo, la única hija del emperador Segismundo.
Juana Sofía murió a los treinta y seis o treinta y siete años en Viena.